# Hartman (Colorado)
Hartman è un centro abitato (town) degli Stati Uniti d'America, situato nella contea di Prowers dello Stato del Colorado. Nel censimento del 2000 la popolazione era di 111 abitanti.

## Geografia fisica
Secondo i rilevamenti dell'United States Census Bureau, Hartman si estende su una superficie di 0,8 km².